# Национальный институт восточных языков и культур
Национальный институт восточных языков и культур (фр. Institut national des langues et civilisations orientales, INALCO, неофициальное название Langues O') — высшее учебное заведение в Париже.
В 1669 году Жан-Батист Кольбер основал в Париже Школу языков для молодёжи, готовившую переводчиков с восточных языков. Позднее, в 1795 году, открылась Школа восточных языков (фр. École  des langues orientales), чьей задачей была подготовка переводчиков, способных работать в сфере дипломатии и торговли. Первыми преподаваемыми языками были арабский (литературный и разговорный), турецкий, крымскотатарский, персидский и малайский. В 1873 году произошло слияние обеих школ. В 1914 году учебное заведение было названо Национальной школой живых восточных языков; своё нынешнее название оно носит с 1971 года.
В настоящее время INALCO является одним из ведущих вузов в области исследования и изучения восточных языков, а также цивилизаций Азии, Африки, Океании и Восточной Европы. Здесь преподаются 93 языка и обучаются более 9000 студентов. Кроме того, особое внимание уделяется изучению истории, географии, политических и экономических отношений, социальных институтов различных стран. INALCO имеет около 200 партнёрских соглашений с учебными заведениями более 100 стран и предлагает студентам как дистанционные курсы, так и совместные программы с иностранными вузами. Институт также входит в Сообщество университетов и учреждений Сорбонна-Париж-Сите.

## Факультет арменоведения
История Арменоведения в ВУЗе берет свое начало в 1798 году. Кафедра арменоведения является единственной в мире за пределами Армении, которая предлагает комплексную учебную программу, охватывающую широкий спектр дисциплин (язык, лингвистика, древняя, средневековая, новая и новейшая история, история искусств, социальная антропология, литература, перевод), с первого года обучения по степени бакалавра до докторантуры, открытую как для начинающих, так и для продвинутых носителей языка и подтвержденную широким спектром исследовательских и профессиональных дипломов.
В апреле 2023 года стало известно, что при поддержке международной организации сотрудничества для решения проблемы защиты культурного наследия в зонах конфликта (ALIPH) и «Фонда Галуста Гюльбенкяна» факультет запускает программу «The Armenian Monument Watch project». Цель программы категоризация и мониторинг состояния армянского культурного наследия попавшего под контроль Азербайджана